# Національний округ Радянського Союзу
Національний округ — в СРСР вид адміністративно-територіальних одиниць, що існував у 1921–1977 роки. Національні округи утворювалися на територіях з переважанням неросійського населення. Існувало дві групи національних округів:
1) Національні округи для народів Кавказу, що проживали на території Горської АРСР (Чеченський, Інгуський, Осетинський, Кабардинський, Балкарський і Карачаєвський). Ці округи існували у 1921–1922 роках.
2) Національні округи переважно для нечисленних народів Сибіру і Півночі. 10 грудня 1930 постановою ВЦВК «Про організацію національних об'єднань в районах розселення малих народностей Півночі» були створені Ханти-Мансійський (спочатку називався Остяк-Вогульский), Ямало-Ненецький, Таймирський (Долгано-Ненецький), Евенкійський, Вітімо-Олекмінський (Евенкійський), Чукотський, Коряцький і Охотський (Евенський) національні округи.
- Агінський Бурятський (до 1958 Агінський Бурят-Монгольський) (1937–1977)
- Аргаяський (1934)
- Вітімо-Олекмінський (1931–1938)
- Карельський (1937–1939)
- Комі-Перм'яцький (1925–1977)
- Коряцький (1930–1977)
- Ненецький (1929–1977)
- Охотсько-Евенський (1930–1934)
- Таймирський (Долгано-Ненецький) (1930–1977)
- Усть-Ординський Бурятський (до 1958 Усть-Ординський Бурят-Монгольський) (1937–1977)
- Ханти-Мансійський (до 1940 Остяк-Вогульский) (1930–1977)
- Черкеський (1926–1928)
- Чукотський (1930–1977)
- Евенкійський (1930–1977)
- Ямало-Ненецький (1930–1977)

В 1977 році всі національні округи були перейменовані на автономні округи.